# Manzano Amargo
Manzano Amargo ist ein Ort im Rang einer Comisión de Fomento im Departamento Minas, in der Provinz Neuquén, Argentinien. Manzano Amargo, gelegen im Tal des Río Neuquén ist eine der nördlichsten Siedlungen der Provinz.
Obwohl die Region schon gegen Ende des 19. Jahrhunderts besiedelt worden war, erfolgte die offizielle Gründung Manzano Amargos erst am 21. April 1988. Laut der Volkszählung 2001 des INDEC hatte Manzano Amargo 344 Einwohner. 
Hauptwirtschaftszweig ist die Landwirtschaft (Viehzucht). Von touristischem Interesse ist insbesondere das Angeln im Río Neuquén.